# Camilla Nordquist
Camilla Nordquist, född i Danderyd, Stockholm 1970. Programledare på Lugna Favoriter sedan 1999. Camilla har haft både Musik och Romantik på kvällarna men kan numera höras på förmiddagarna i passet "Lugn på jobbet". 

### Fotnoter
1. ↑  ”Kommersiell lokalradio”. Onair. maj 2008. sid. 45. http://www.onair.nu/document/grn080609.pdf. Läst 10 april 2016.